# Emil Röhs
Otto Robert Emil Röhs, född 15 december 1876 i Rantenow, Tyskland, död 5 december 1939 i Helsingborg, var en tysk-svensk målare och grafiker.
Han var gift med Anna Eugina Eriksson. Röhs var verksam som stafflikonstnär och utförde stilleben, djurstudier och landskapsmotiv från Öresundskusten i olja eller akvarell. Som grafiker arbetade han med etsningar av byggnader och stadsmiljöer. Han medverkade i samlingsutställningar med Helsingborgs konstklubb.  